# Deutsche Cadre-45/2-Meisterschaft 1924

Veranstaltungsort: Hannover

Die Deutsche Cadre-45/2-Meisterschaft 1924 war eine Billard-Turnierserie und fand vom 22. bis 26. März 1924 in Hannover zum sechsten Mal statt.

## Geschichte
Zum sechsten Mal gewann Albert Poensgen die Deutsche Cadre 45/2 Meisterschaft. In Hannover waren aber nur drei Teilnehmer am Start. Der Vorjahreszweite Carl Foerster musste seine Teilnahme aus privaten Gründen absagen. Zweiter wurde Albert Herbing bei seiner zweiten Teilnahme nach 1914. Auch da belegte er den zweiten Platz. Auf Platz drei kam der Wuppertaler Otto Unshelm.

## Turniermodus
Das ganze Turnier wurde im Round-Robin-System bis 500 Punkte ohne Nachstoß gespielt. Bei MP-Gleichstand wurde in folgender Reihenfolge gewertet:
1. MP = Matchpunkte
2. GD = Generaldurchschnitt
3. HS = Höchstserie

## Abschlusstabelle
| MP    | Match Points (Sieger = 2; Unentschieden = 1; Verlierer = 0) |
| Pkte. | Erzielte Karambolagen                                       |
| Aufn. | Benötigte Versuche                                          |
| GD    | Generaldurchschnitt                                         |
| BED   | Bester Einzeldurchschnitt eines Spielers                    |
| HS    | Höchstserie                                                 |
|       | Bester GD des Turniers                                      |
|       | Bester ED des Turniers                                      |
|       | Beste HS des Turniers                                       |
|       | 1. Platz (Gold)                                             |
|       | 2. Platz (Silber)                                           |
|       | 3. Platz (Bronze)                                           |

| Klassement                 | Klassement               | Klassement | Klassement | Klassement | Klassement | Klassement | Klassement |
| Platz                      | Name                     | MP         | Pkte.      | Aufn.      | GD         | BED        | HS         |
| -------------------------- | ------------------------ | ---------- | ---------- | ---------- | ---------- | ---------- | ---------- |
| 1                          | Albert Poensgen (Berlin) | 4:0        | 1000       | 61         | 16,39      | 17,85      | 109        |
| 2                          | Albert Herbing (Erfurt)  | 2:2        | 710        | 72         | 9,59       | 10,86      | 67         |
| 3                          | Otto Unshelm (Elberfeld) | 0:4        | 729        | 78         | 9,35       | –          | 49         |
| Turnierdurchschnitt: 11,45 |                          |            |            |            |            |            |            |